# Pseudomphalocyclus
Pseudomphalocyclus es un género de foraminífero bentónico de la subfamilia Orbitoidinae, de la familia Orbitoididae, de la superfamilia Orbitoidoidea, del suborden Rotaliina y del orden Rotaliida. Su especie tipo es Pseudomphalocyclus blumenthali. Su rango cronoestratigráfico abarca el Maastrichtiense (Cretácico superior).

## Clasificación
Pseudomphalocyclus incluye a la siguiente especie:
- Pseudomphalocyclus blumenthali †